# The Lion and the Mouse (film, 1928)
Pour les articles homonymes, voir The Lion and the Mouse.
Pour plus de détails, voir Fiche technique et Distribution.
The Lion and the Mouse est un film américain réalisé par Lloyd Bacon, sorti en 1928 et basé sur la pièce de théâtre de Charles Klein.

## Synopsis
John "Ready Money" Ryder (Lionel Barrymore), un génie de la finance, tente de ruiner la carrière du juge Ross (Alec B. Francis) en alléguant qu'il a accepté un pot de vin sous la forme d'actions de sociétés pétrolières. En réalité, le juge Ross a acheté ces actions sur la recommandation de Ryder. Mais celui-ci, refuse d'innocenter le juge Ross, persuadé à tort qu'il a monté un dossier contre lui. La fille du juge, Shirley Ross (May McAvoy), arrivera finalement à innocenter son père et les deux hommes seront réconciliés grâce au mariage de Shirley et du fils de Ryder (William Collier Jr.).

## Fiche technique
- Titre original : The Lion and the Mouse
- Réalisation : Lloyd Bacon
- Scénario : Robert Lord, James A. Starr, d'après la pièce de théâtre de Charles Klein
- Photographie : Norbert Brodine
- Son : George Groves
- Montage : Harold McCord
- Société de production : Warner Bros.
- Société de distribution : Warner Bros.
- Pays de production :  États-Unis
- Langue originale : anglais
- Format : noir et blanc — 35 mm — 1.37:1 — muet avec des séquences parlées, de la musique synchronisée et des effets sonores
- Genre : Drame
- Durée : 65 minutes
- Date de sortie :
  - États-Unis : 21 mai 1928

## Distribution
- May McAvoy : Shirley Ross
- Lionel Barrymore : John Ryder
- Alec B. Francis : Juge Ross
- William Collier Jr. : Jefferson Ryder
- Emmett Corrigan : Dr Hays
- Jack Ackroyd : Smith
- Audrey Ferris : Bit Part (non créditée)